# Akke Falkena
Akke Falkena (Smallebrugge, 5 maart 1947) is in Friese schaatsster uit Koufurderrige. Zij is de dochter van veehouder Sijtse Koene Falkena en Grietje Albada. Naast haar schaatscarrière was ze secretaresse van de inspecteur op het middelbaar onderwijs in Sneek.
In haar schaatscarrière haalde zij bij het NK voor A-meisjes van 1964 het podium achter Carry Geijssen en Willy Burghmeier. Na haar clubtrainer Klaas Visser van ijsclub Woudsend trainde ze bij schaatsclub De Preamkeskowers uit Grouw. In het gewest Friesland werd ze gecoacht door Wiebe Kort. Toen ze achttien jaar was zat ze kort in de dameskernploeg. In 1971 werd ze opnieuw in de kernploeg van trainer Gerard Maarse opgenomen, nu samen met Atje Keulen-Deelstra. Als lid van de Nederlandse kernploeg deed ze in 1971 mee aan het Europees Kampioenschap in Leningrad. Ze zou tienmaal meedoen aan het NK langebaanschaatsen.
In 1970 ontstond commotie toen zij als pupil van Klaas Visser door bondscoach Kees Broekman gepasseerd voor deelname aan het EK op Thialf in Heerenveen. Na ingelaste wedstrijden werd gekozen voor Rieneke Demming en Carry Geijsen

## Uitslagen
| Jier | Tijd | Kampioenschap |
| ---- | ---- | ------------- |
| 1966 | 11   | NK Allround   |
| 1967 | 14   | NK Allround   |
| 1968 | 13   | NK Allround   |
| 1969 | 12   | NK Allround   |
| 1970 | 5    | NK Allround   |
| 1971 | 13   | EK Allround   |
| 1971 | 5    | NK Allround   |
| 1972 | 9    | NK Allround   |
| 1973 | 11   | NK Allround   |
| 1974 | 8    | NK Allround   |
| 1975 | 14   | NK Allround   |